# Pteris multiaurita
Pteris multiaurita är en kantbräkenväxtart som beskrevs av Louis Agassiz. Pteris multiaurita ingår i släktet Pteris och familjen Pteridaceae. Inga underarter finns listade.